# Alexandre Nelidov
Alexandre Ivanovitch Nelidov (Александр Иванович Нели́дов ; né à Doubrovki, gouvernement de Smolensk, le 22 juin 1835 et mort le 18 septembre 1910 dans le 7e arrondissement de Paris) est un diplomate russe qui fut ambassadeur à Rome (1897-1903) et ambassadeur à Paris (1907-1910). Il se fit connaître au moment de la rédaction du traité de San Stefano (1878). 

## Biographie
Il appartient à une famille de l'ancienne noblesse. Son père, Ivan Alexandrovitch Nelidov (1799-1853), dirigeait l'enseignement du gouvernement de Bessarabie. Il était aussi le cousin germain d'une dame d'honneur à la cour de Russie, Varvara Nelidova. Sa sœur était la mère du gouverneur de Moscou Grigori Kristi.
Il termine ses études secondaires au lycée de Kichinev avec une médaille d'or. Ensuite il entre à la faculté des langues orientales de l'université impériale de Saint-Pétersbourg et à la faculté juridique qu'il termine avec une médaille d'or.

### Carrière diplomatique
En novembre 1855, il entre au département asiatique du ministère des Affaires étrangères et il est nommé secrétaire de collège à la table des rangs. En 1856—1861, il est secrétaire en mission en Grèce et ensuite jusqu'en 1864, en Bulgarie. Il est nommé Kammerjunker en 1862.
En 1864—1869, il est 1er secrétaire en mission en Bulgarie et nommé à la table des rangs conseiller à la Cour.
En 1869—1874, il est 1er secrétaire d'ambassade à Vienne. Il est nommé conseiller d'État en 1871 et Kammerherr (chambellan) en 1872.
En 1874—1877, à la veille de la guerre russo-turque de 1877-1878, il devient conseiller d'ambassade à Constantinople. Il se rend secrètement à Bucarest pour s'entretenir avec le premier ministre Bratianu et d'obtenir la permission pour les troupes russes de traverser le pays au cas d'une attaque contre l'Empire ottoman. Il est fait conseiller d'État effectif en 1875.
Pendant la guerre russo-turque, il est le chef de la chancellerie diplomatique du haut-état major de l'armée dans la péninsule balkanique dirigée par le grand-duc Nicolas. C'est en novembre 1877 qu'il est chargé de préparer un traité de paix avec la Porte, ce qui aboutit quelques mois plus tard au traité de San Stefano. Nelidov et ignatiev mènent les pourparlers à San Stefano et signent le traité pour le compte de la Russie.
En 1879—1882, il est envoyé au royaume de Saxe et au duché de Saxe-Altenburg. Il est nommé ambassadeur par intérim à Constantinople en 1882, et ambassadeur le 15 juillet 1883.
Nelidov était opposé à la politique pro-allemande de certains milieux politiques russes, en particulier de celle menée par le comte de Giers, ministre des Affaires étrangères. Il était plutôt favorable à une alliance avec la France et soulève plusieurs fois la question, face à la Triplice.
Il était également favorable au démembrement de l'Empire ottoman, l'« homme malade de l'Europe » qui s'était emparé de territoires européens jusqu'au XVIIe siècle. Il voulait que la Russie occupe le Bosphore et les Dardanelles. Il apporte en 1896 à Saint-Pétersbourg un projet d'opération dans les Détroits. Il est présenté à l'empereur Nicolas II, le 5 décembre 1896. Ensuite Nelidov part pour Constantinople, pour envoyer de là-bas une dépêche chiffrée au commandant de l'escadre de la mer Noire. Mais Nicolas II rejette finalement ce projet d'opération. Le grand-vizir Kamil Pacha (1832—1913)  a déclaré par la suite que Nelidov avait réussi « à faire pencher le sultan du côté de la politique russe; le sultan faisait plus confiance à l'ambassadeur qu'à son propre gouvernement turc ».
Il est fait conseiller secret effectif à la table des rangs en 1896. En 1897, il est nommé ambassadeur à Rome, où il suscite finalement le mécontentement du roi Victor-Emmanuel III à cause de ses comptes rendus signifiant que la venue du tzar en Italie donnerait lieu à des manifestations hostiles. Cela aboutit à l'ajournement de la visite officielle de Nicolas II au grand dam de Victor-Emmanuel III.
Il est nommé en 1903 ambassadeur à Paris, où il demeure jusqu'à sa mort (le 17 septembre 1910), et bénéficie d'une grande popularité dans les milieux conservateurs. Il était décoré de plusieurs ordres dont l'ordre de Saint-Vladimir de 1re classe.
Ses obsèques ont lieu à l'église russe de Paris, rue Daru.

## Famille
Nelidov épouse la princesse Olga Dmitrievna Khilkova (1839-1918), nièce du général Stepan Khilkov, et tante du tolstoïen Dmitri Khilkov. Elle est l'auteur de quelques traductions. De ce mariage sont issus:
- Alexandre, mort jeune, vrais. .
- Dimitri Nelidov, né en 1863 à Berlin et mort à Paris en 1935 ,diplomate, émigré à Paris après la Révolution d'Octobre, époux d'Alexandra Mavrocordato phanariote née en 1880 à Constantinople. Leur fils Alexandre (1907-1975) fut un prêtre orthodoxe bien connu de la communauté russe de Paris.
- Ivan, né en 1865 à Munich.
- Gueorgui dit Youri Nelidov né en 1874 à Constantinople et mort après 1940 dans la région de Nijni-Novgorod, fonctionnaire au ministère des Affaires étrangères, journaliste et collectionneur de livres anciens. Resté en URSS, bibliothécaire, arrêté le 4.03.1935 et déporté à Nijni-Novgorod avec son épouse Maria Zveguintzoff et leurs enfants : Ivan, Vera et Olga. On notera que le frère de Maria, Vladimir Zveguintzoff (1871-1944), émigré en France, financera la construction de l'église russe orthodoxe de Toulon.
- Vladimir, né à Munich en  1869 et mort à New York en 1926, homme de théâtre ; à ne pas confondre avec Vladimir né 1887 à Saint-Pétersbourg et décédé à Paris 1978, fils d'Alexandre (1852-1925) et de Lydia, baronne von Krüdener née en 1863.